# Solipsisme
Solipsisme er den metafysiske hypotese, at ens eget jeg er det eneste eksisterende jeg. Det er betegnelsen for den filosofiske anskuelsesvinkel, hvorunder verden i sig selv kun er perciperet af én enkelt person, og eksistensen af andre bevidstheder således ikke bare betvivles, men benægtes.
Solipsisme bruges indenfor filosofien næsten udelukkende som en afskrækkende anklage. Således affærdiges den radikale fænomenologi ofte med, at den (under en bestemt synsvinkel) må ende i en solipsisme.

## Argumenterforsolipsismen
Argumentet bygger på en normal antagelse om, at individer principielt er afskåret fra indblik i andres psyke, og at individet kun kender dets egne oplevelser. Det implicerer, at der ikke kan antages, om en given 'farve' eller 'smag' eller et andet sanseindtryk er fuldkommen ens med andre individers opfattelse, perception eller indtryk. Det vil sige jeg'ets opfattelse er eksklusiv og kan ikke antages at være en identisk opfattelse eller oplevelse for andre. Hvis man deler denne opfattelse, så kunne en metafysisk teori som solipsismen måske virke nærliggende; men der er forskel på at tilslutte sig et erkendelsesteoretisk synspunkt som det beskrevne og så hoppe til solipsismen som et metafysisk standpunkt. – Hvis man principielt ikke kan erkende, at solipsismen kan udelukkes, kan man jo heller ikke være sikker på at den rent faktisk er tilfældet.

## Argumenterimodsolipsismen
Et argument imod solipsisme er at teorien selv er et resultat af en social interaktion, og derfor virker det naturligvis absurd at en enkelt bevidsthed pludselig begynder at tro, at den er den eneste, der findes. Nogle mener desuden, at sproget netop er en måde, hvorpå forskellige bevidstheder rent faktisk kan møde hinanden. Til sidst kunne man også på baggrund af etiske overvejelser vælge ikke at tro på solipsismen: I fald der bare er én lille sandsynlighed for, at der findes fremmedpsyker, så ville det nemlig være etisk utilladeligt at opføre sig som om, der ikke var.
Derudover er solipsisme som teori – meget naturligt – ikke særligt accepteret socialt, fordi den jo netop benægter fællesskabets eksistens. Dette forhold kan ofte synes at være den egentlige grund til, at kun meget få mennesker (om nogen overhovedet) for alvor har hævdet solipsismen.

## Andre punkter af interesse
Det skal desuden nævnes, at problemstillingen stadig er særdeles aktuel mht. menneskets forhold til dyr. Mange mennesker har fx historisk anset dyr for bare at være rene maskiner uden bevidsthed,- og problemet er, at det åbenbart er umuligt eksperimentelt at modbevise (eller bevise) en sådan påstand.
En avanceret form for solipsisme er at hævde, at vi alle er bevidste, men at der kun er tale om én bevidsthed. Dvs. at vi alle sammen i virkeligheden er den samme! Dette er dog en stort set uudforsket filosofisk mulighed, der umiddelbart ser ud til at være vanskelig at forene med normale forestillinger om tid og rum.